# Dongfeng Fengshen AX4

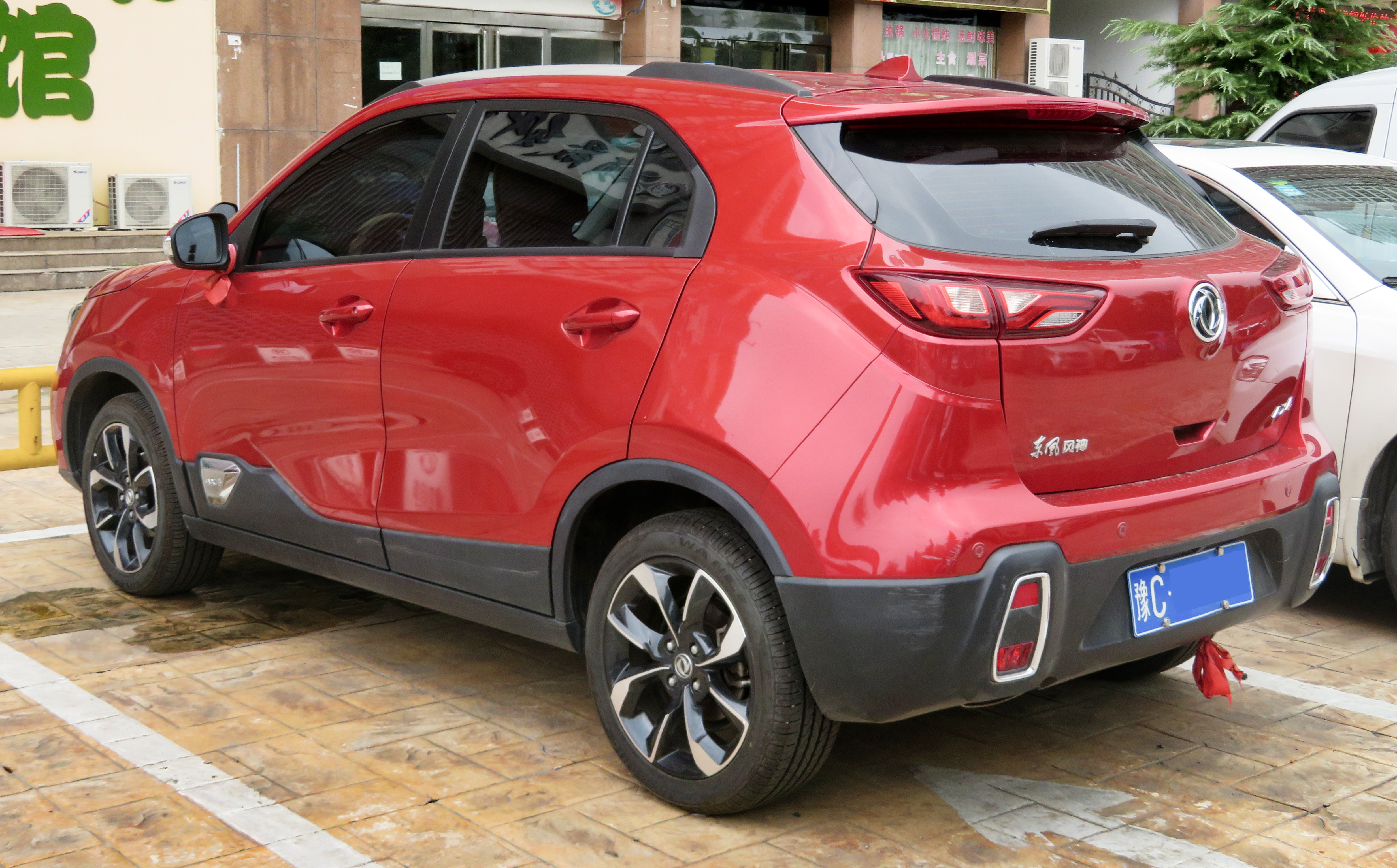
Heckansicht

Der Dongfeng Fengshen AX4 ist ein Crossover-SUV der zur Dongfeng Motor Corporation gehörenden Submarke Dongfeng Fengshen der Marke Dongfeng.

## Geschichte
Das Fahrzeug wurde auf der Shanghai Auto Show im April 2017 vorgestellt und wird in China seit Juni 2017 verkauft. Der AX4 basiert auf der gemeinsam mit PSA entwickelten DF1-Plattform.
Die Abmessungen des Fahrzeugs ähneln denen des KGM Tivoli oder des Seat Arona.

## Technische Daten
Angetrieben wurde das Crossover-SUV zunächst von einem 91 kW (124 PS) starken 1,6-Liter-Ottomotor oder einem aufgeladenen 103 kW (140 PS) starken 1,4-Liter-Ottomotor.
|                                             | 1.4T                           | 1.6                              |
| Bauzeitraum                                 | 06/2017–05/2020                | 06/2017–05/2020                  |
| Motorkenndaten                              |                                |                                  |
| Motortyp                                    | Reihen-Vierzylinder-Ottomotor  | Reihen-Vierzylinder-Ottomotor    |
| Motoraufladung                              | Turbolader                     | —                                |
| Hubraum                                     | 1396 cm³                       | 1556 cm³                         |
| max. Leistung bei min−1                     | 103 kW (140 PS) / 5500         | 91 kW (124 PS) / 6000            |
| max. Drehmoment bei min−1                   | 196 Nm / 1800–4500             | 153 Nm / 4400                    |
| Kraftübertragung                            |                                |                                  |
| Antrieb, serienmäßig                        | Vorderradantrieb               | Vorderradantrieb                 |
| Getriebe, serienmäßig                       | 6-Gang-Doppelkupplungsgetriebe | 5-Gang-Schaltgetriebe            |
| Getriebe, optional                          | —                              | [6-Gang-Doppelkupplungsgetriebe] |
| Messwerte                                   |                                |                                  |
| Höchstgeschwindigkeit                       | 177 km/h                       | 170 km/h [165 km/h]              |
| Beschleunigung, 0–100 km/h                  | 10,9 s                         | k. A. [k. A.]                    |
| Kraftstoffverbrauch auf 100 km (kombiniert) | 6,5 l Super                    | 6,3–6,6 l Super [5,9 l Super]    |
| Leergewicht                                 | 1321 kg                        | 1238–1275 kg [1273 kg]           |

- Werte in eckigen Klammern gelten für Modell mit optionalem Getriebe.